# Heroldishausen

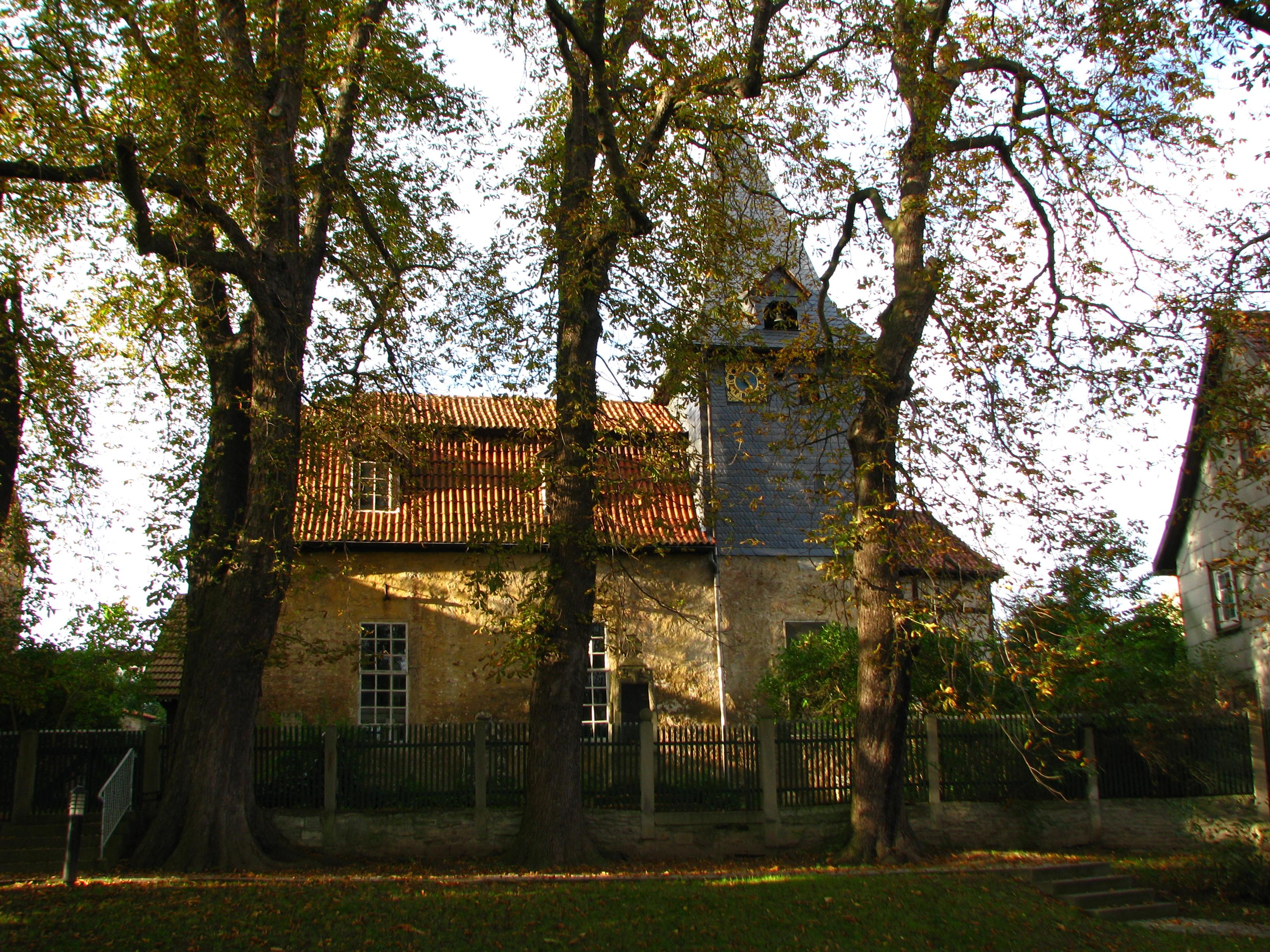
Kirche und Kirchanger in Heroldishausen

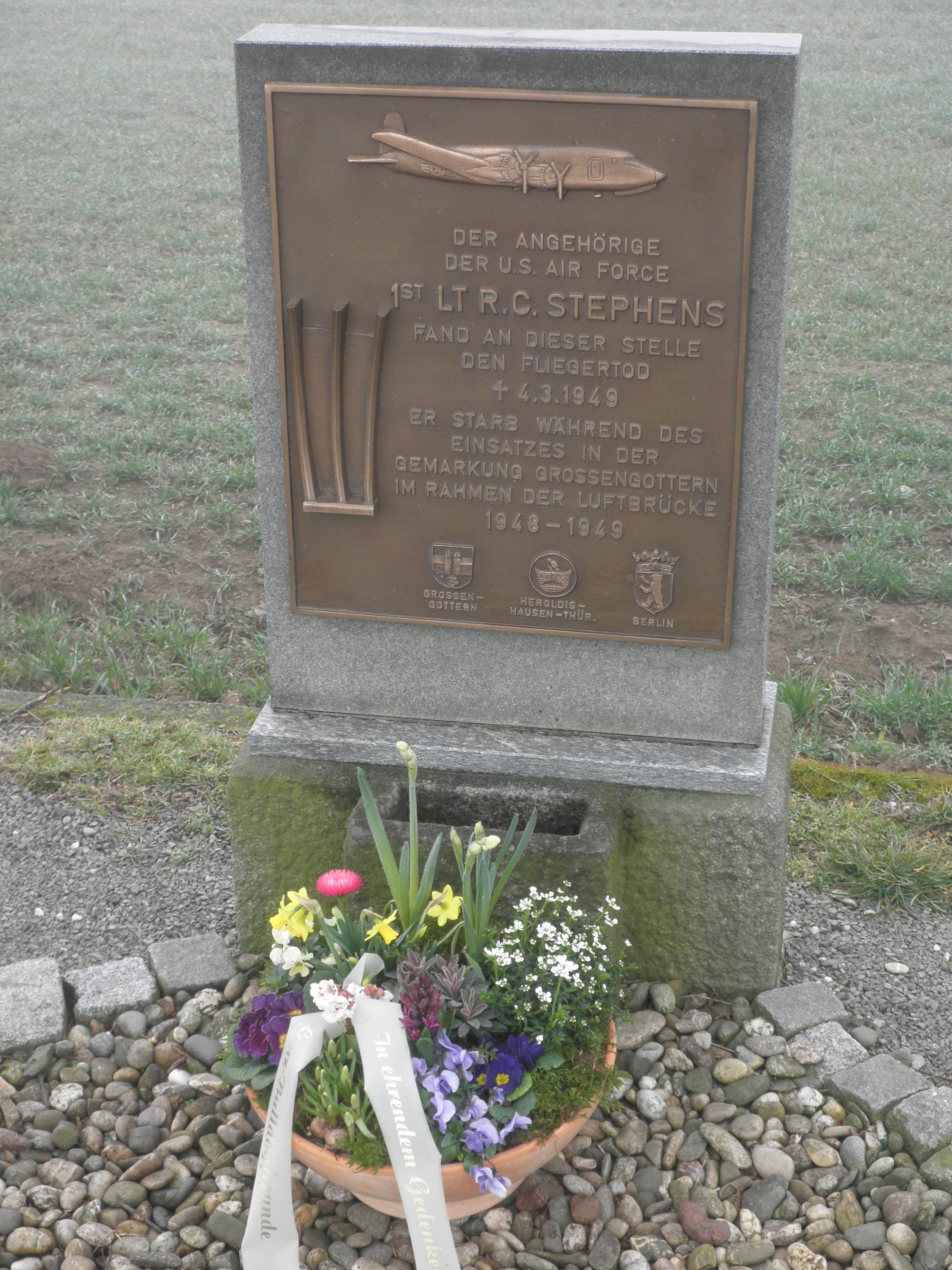
Denkmal für US-Flieger nordöstlich von Heroldishausen

Heroldishausen ist ein Ortsteil der Landgemeinde Unstrut-Hainich im Unstrut-Hainich-Kreis in Thüringen.

## Geografie
Heroldishausen ist in seiner Urform ein von West nach Ost ausgerichtetes Straßendorf. Im Zentrum befindet sich der Kirchanger, der heute mit alten Linden bepflanzt ist. Das Dorf liegt am Westrand des Thüringer Keuper-Hügellandes im Muldental des Suthbaches inmitten der intensiv genutzten Ackerflur. Der niedrigste Punkt des Ortes liegt mit etwa 195 m NN am Suthbach, der höchste mit 225 m NN auf der Schere, einer Anhöhe nordwestlich des Ortes. Der begradigte Suthbach tangiert den Ort im Süden.

## Geschichte
Im Jahr 1017 wurde eine Kapelle erwähnt, die eine Schenkung des Kaisers Heinrich II. an seine Frau Kunigunde war. Die heutige ummauerte Kirche St. Crucis wurde unter Verwendung der Bruchsteine des romanischen Vorgängerbaus in der Mitte des 18. Jahrhunderts erbaut.
Die Königsbrücke, genannt Kuhbrücke, von 1810, am lokalen Postkurs Langensalza – Ufhoven – Schönstedt – Heroldishausen – Wanfried, im Zuge der 1700 eingerichteten Fahrpostroute Leipzig – Kassel, im Rahmen der Fernpostlinie Moskau – Amsterdam, erinnert an die damalige Zugehörigkeit der Region bis 1815 zum Königreich Sachsen. Der Ort gehörte bis 1815 zum kursächsischen Amt Langensalza und nach seiner Abtretung an Preußen von 1816 bis 1944 zum Landkreis Langensalza in der Provinz Sachsen. 
Nordöstlich von Heroldishausen stürzte am 4. März 1949 ein US-Versorgungsflugzeug des Typs Douglas DC-4/C-54E-5-DO der United States Air Force (USAF) (Luftfahrzeugkennzeichen 44-9086) ab. Das Flugzeug war für die Berliner Luftbrücke im Einsatz und befand sich auf dem Flug vom Flugplatz Wiesbaden-Erbenheim (Hessen) zum Flughafen Berlin-Tempelhof. Durch eine Ölleckage an einem Triebwerk war ein Brand an Bord entstanden. Zwei Besatzungsmitglieder und die zwei Passagiere sprangen mit dem Fallschirm ab und überlebten, der Kommandant kam ums Leben. Im Jahr 1999 wurde ihm ein Denkmal errichtet. Man findet es am Kammerforster Weg, rechts von dessen Kreuzung mit der Straße von Heroldishausen nach Seebach (siehe Großengottern).
Seit 1993 gehörte Heroldishausen zur Verwaltungsgemeinschaft Unstrut-Hainich, deren Mitgliedsgemeinden sich zum 1. Januar 2019 bis auf Schönstedt zur Landgemeinde Unstrut-Hainich zusammenschlossen.

## Politik

### Bürgermeister
Der letzte ehrenamtliche Bürgermeister Uwe Zehaczek (Bauernverband) wurde am 6. Juni 2010 gewählt.

## Wirtschaft und Infrastruktur

### Wirtschaft
Nordöstlich der Ortslage wurde lange Zeit Ton abgebaut und in angegliederten Ziegelei zu Ziegeln gebrannt. Die Industriebauten sind bis heute erhalten geblieben.

### Verkehr
Durch Heroldishausen verläuft die L2101 zwischen Seebach und der Einmündung in die L2100 bei Mülverstedt.

## Sonstiges
Als Zeugnisse eines oft derben Volkshumors bildeten sich bereits vor Jahrhunderten Besonderheiten des jeweiligen Dorfes charakterisierende Neck- und Spitznamen heraus. Demnach lebten hier im Ort die Heroldishäuser Kuckucke – der Ort wurde Kuckuckshausen oder Guckhausen genannt, da hier früher wenige Autos durchfuhren und die Leute bei einem solchen Vorbeifahren neugierig aus den Fenstern herausschauten.